# تشاك كلاين (كاتب)
تشاك كلاين (بالإنجليزية: Chuck Klein)‏ هو كاتب أمريكي، ولد في 20 مارس 1942.